# Dumitru Capoianu
Dumitru Capoianu (19 octobre 1929 – Bucarest, 14 juin 2012) est un compositeur roumain.

## Biographie
Dumitru Capoianu effectue ses études musicales au Conservatoire de Bucarest (entre 1941 et 1947, puis de 1947 à 1953), avec Victor Gheorghiu (théorie, solfège), Mihail Jora (harmonie), Martien Negrea (contrepoint), Theodor Rogalski (orchestration) Mihail Andricu (composition), George Enacovici (violon).
De 1945 à 1945 il est violoniste au sein de l'orchestre du Théâtre national de Bucarest et dans l'orchestre de la Confédération générale du travail (CGM), à Bucarest entre 1947 et 1949.
Au début des années 1950, à Bucarest, il est nommé directeur de la musique au Studios Romfilm (1950-1951) et Alexandru Sahia (1951-1952). Il est ensuite ingénieur du son et directeur de la musique à radio roumaine (1952-1954).
De 1969 à 1973, directeur musical de l'orchestre philharmonique de George Enescu de Bucarest. Il effectue plusieurs tournées avec l'orchestre, à Bucarest et en province, notamment produisant ses propres œuvres.
Dumitru Capoianu a publié des articles sur la musique, dans des revues roumaines, telles que Muzica, Contemporanul, România Literară, Cinema, Actualitatea muzicală, etc.
En tant que musicologue, il entreprend des voyages d'études et de documentation, notamment en Bulgarie, en Autriche, en URSS, en France, aux États-Unis, en Allemagne, en Belgique, au Luxembourg, en Tchécoslovaquie, en Angleterre, en Hongrie, en Pologne, en Yougoslavie. Il donne également des conférences, des concerts, des cours, des émissions de radio et de télévision.
En 1991, il collabore avec le metteur en scène Mihai Timofti pour la réalisation de l'opérette pour enfants, Histoire du soldat de plomb réalisant la partition musicale sur des paroles de Vasile Chirita. L'opéra est créé au théâtre lyrique (aujourd'hui le Théâtre national de l'opéra et de ballet Oleg Danovski) à Constanța.
Dumitru Capoianu réalise de nombreuses musique de film. Il réalise notamment la partition du film de Ion Popescu-Gopo, le petit Homme (Omulețul), à l'aide de seulement trois notes : do, si, et si bémol. Dumitru Capoianu a avoué : «... avec trois notes données pour l'amusement, faire la musique d'un film de 10 minutes était difficile, mais continuer avec les trois mêmes notes pour les 10 ou 11 films, c'était terrible ! ».

## Récompenses
- Deuxième prix au festival mondial de la jeunesse à Moscou (1957),
- Palme d'or au festival de Cannes (1957), pour le Petit homme Gopo, musique D. Capoianu
- Le prix d'État (1962)[4]
- Ordre du Mérite culturel (1968)
- Ordre du Mérite culturel (1973)
- Prix de l'Union des compositeurs (1970, 1974, 1977, 1980, 1981, 1983)
- Prix de l'Académie de Roumaine (1977).

## Œuvres (sélection)
Musique de scène
- La voie de l'acier, de la scène de ballet, 1965;
- Pistruiatul, comédie musicale en 2 actes, 1987
- Cendrillon, mise en scène par Ions de Lucien et de Virgile Puicea, 2007 [5].

Voix et orchestre
- Cinq chansons de la Transylvanie, pour chœur féminin, solo de hautbois et orchestre à cordes, 1961;
- Valses ignobles et l'étape sentimentales, une suite pour mezzo-soprano et orchestre à cordes, 1986

Musique symphonique
- Suite no. 2, 1955
- Divertimento pour orchestre à cordes et 2 clarinettes, 1956
- Concert pour violon et orchestre, 1957
- Les Variations de film, 1966
- L'oiseau Phénix, suite de la musique du film du même titre, 1975
- L'appel de'77, poème symphonique, 1977
- Le duel, la fantaisie, le jazz, 1977
- Petit concerto pour deux pianos, six violons et orchestre, 1984
- Facettes, de la suite de jazz, 1985
- Havanaise pour violon et orchestre, 1987
- Concert pour guitare et orchestre, 1989[6]
- L'oiseau Phénix, poème symphonique, 1993
- Concert pour violoncelle et orchestre, 2001

Musique de film
- Jade, quartz, bracelet (1961)
- Une bombe a été volée (1962) [7]
- Je voudrais être... Harap Alb (1965)[8]
- Qui va ouvrir la porte?  (1967)[9]
- L'île des loups (1970)
- Alarme dans le delta du Danube (1975)

Musique de chambre
- Sonate pour alto et piano, 1955
- Trio pour violon, alto et violoncelle, 1968
- Cinq modes d'utilisation pour un arc, pour violon, hautbois et piano, 1981

Musique chorale et vocale
- La prière, pour chœur mixte, 1979;
- Il n'y a qu'un changement dans le monde, pour chœur mixte, 1983
- Deux mélodies sur des poèmes de George Topirceanu, pour soprano et piano, 1956

Opérette
- L'histoire du soldat de plomb, opérette pour enfants, sur des textes par Vasile Chirita